# Епархия Пуэрто-Эскондидо
Епархия Пуэрто-Эскондидо (лат. Dioecesis Portus Abditi) — епархия Римско-Католической церкви с центром в городе Пуэрто-Эскондидо, Мексика. Епархия Пуэрто-Эскондидо входит в митрополию Антекера. Кафедральным собором епархии Пуэрто-Эскондидо является церковь Пресвятой Девы Марии.

## История
8 ноября 2003 года Римский папа выпустил буллу A Deo datum, которой учредил епархию Пуэрто-Эскондидо, выделив её из архиепархии Антекера.

## Ординарии епархии
- епископ Eduardo Carmona Ortega (8.11.2003 — 27.06.2012);
- епископ Pedro Vázquez Villalobos (31.10.2012 — по настоящее время).

## Источник
- Annuario Pontificio, Libreria Editrice Vaticana, Città del Vaticano, 2003, ISBN 88-209-7422-3
- Булла A Deo datum  (лат.)